# Fara a škola u svatého Michala V Jirchářích
Fara a bývalá škola u svatého Michala V Jirchářích je dvoukřídlá původem gotická budova čp. 152/II v ulici V Jirchářích 14, před kostelem sv. Michala v Jirchářích v Praze na Novém Městě. Od roku 1958 je chráněná jako jediná kulturní památka.

## Historie a architektura
Dům proti kostelu sv. Michala náležel k osadě Opatovice (také Jircháře či Smradaře), která byla založena kladrubskými benediktiny roku 1115 a nazvána podle zdejšího dvorce kláštera benediktinů z Opatovic.
Po založení Nového Města pražského v roce 1348 byla vesnice k nové lokaci připojena. Zůstalo v ní předlokační rozdělení, v němž škola svatého Michala od roku 1377 náležela do Černé ulice, zatímco další domy byly podle pomocného označení v První, Druhé a Třetí Jirchářské ulici. Místopis je až do konce 14. století nejasný, nejstarší dochované sklepy jsou gotické ze 14. století.
Škola sídlila původně v jednom z pěti domků, podle Tomka pod čp. 153/a, zatímco 153/b, c, d, e byly v letech 1377–1429 obydleny řemeslníky. Tuto lokalitu již nelze ověřit, v roce 1841 na ní byl postaven klasicistní bohoslovecký seminář a po posledních úpravách z roku 1992 je sídlem Synodní rady českobratrské církve evangelické.
Podle většiny údajů škola byla v domě čp. 152/14, zatímco fara v domě čp. 153/13. Později došlo k rozdělení škol na německou evangelickou a českou katolickou.
V berní rule z roku 1641 byl evidován objekt školy pod čp. 152a, náležející k záduší sv. Michala V Jirchářích.
Mezi dvojdomkem školy s farou a kostelem byl až do závěru 18. století jednak farní hřbitov, zrušený i s farou za Josefa II., a dále zahrada. Oba pozemky zůstaly až do počátku 19. století nezastavěné, jak dokládá Jüttnerův plán Prahy z let 1812–1816. V letech 1816–1842 byl k domům přistavěn zadní (dvorní) trakt. Historizující podobu průčelí obou objektů vytvořil architekt Josef Maličký v letech 1860–1868. V téže době byly adaptovány také interiéry.

## Osobnosti a žáci školy
Počet žáků školy značně kolísal, byl srovnatelný s ostatními pražskými farními školami, například školou u sv. Jindřicha, ve druhé polovině 16. století od pouhých 2 do 10. Mezi významné žáky v roce 1569 patřil Jan Šturm z Greyfenberka.